# Рай (фільм, 2023)
«Рай» (англ. Paradise, нім. Paradies) — німецький фантастичний трилер 2023 року, режисер — Борис Кунц, за участі Томаса Йонсгардена та Індре Юскуте. Прем'єра фільму відбулася 27 липня 2023 року на платформі Netflix.

## Сюжет
У майбутньому час є одним із найцінніших ресурсів на Землі, він виступає в ролі умовної валюти, якою в тому числі розплачуються боржники. Головний герой працює в компанії, що займається біотехнологіями та торгівлею часом. Усе йде добре, поки одним із боржників не стає його власна дружина, яка змушена віддати майже 40 років свого життя.

## Актори
- Костя Ульман[en] — Макс, менеджер компанії Aeon
- Корінна Кірхгоф[de] — Елена (старша), дружина Макса
- Марлен Танчик[de] — Елена (молодша)
- Іріс Бербен[en] — Софі Тайссен, президентка компанії Aeon
- Ліза-Марі Королл[en] — Марі Тайссен, дочка Олівії
- Лорна Ішема — Кая, начальниця служби безпеки Aeon
- Нуман Акар[en] — Віктор, найманий спеціаліст з безпеки
- Аліна Левшин — Софі Тайссен (молодша)
- Том Беттхер — Нілс, бойовик групи «Адам»
- Ґізем Емре — Ева, працівниця клініки Aeon
- Ліза Ловен Конґслі — Ліліт, лідерка групи «Адам»

## Виробництво
Фільм знімався в Німеччині (Берлін) та Литві (Вільнюс).

## Український дубляж
Український дубляж фільму зроблений студією «Так Треба Продакшн». Режисер дубляжу — Олена Мойжес, перекладач — Ольга Переходченко, спеціаліст зі зведення звуку — Дмитро Скриль, менеджер проєкту — Сергій Ваніфатьєв.

### Акторський склад
- Євгеній Лісничий — Макс
- Дарина Муращенко — Марі Тайссен
- Лідія Муращенко — Елена (старша)

### Додатковий акторський склад
- Тетяна Руда
- Марія Яценко
- Наталія Калюжна
- Марина Клодницька
- Олег Грищенко
- Олександр Шевчук
- Сергій Гутько
- Данило Марійко
- Тамара Морозова

## Сприйняття
На вебсайті агрегатора рецензій Rotten Tomatoes фільм має рейтинг «свіжості» 55 % на основі 11 оглядів (оцінка критиків 6/10, оцінка глядачів 3,5/5 — 61 %). На сайті Metacritic станом на початок 2024 року фільм не набрав достатньої для оцінки кількості рецензій.